# Wolseley 4/44
O  Wolseley 4/44 é uma família de modelos de porte médio da British Motor Corporation.